# Andrejs Naglis
Andrejs Naglis (ur. 9 lutego lub 9 grudnia 1943) – łotewski działacz katolicki i polityk, poseł na Sejm VI i VIII kadencji (1995–1998; 2002–2006).

## Życiorys
W 1973 uzyskał zaocznie wykształcenie technika elektryka. W latach 1969–1995 pracował na stacji elektroenergetycznej w miejscowości Līvāni. Był sekretarzem i przewodniczącym katolickiej rady parafialnej oraz założycielem klubu abstynentów "Gaisma" w Līvāni. W 1993 założył w tej miejscowości komórkę Związku Chrześcijańsko-Demokratycznego. W wyborach w 1995 zdobył mandat poselski z ramienia koalicji Łotewskiego Związku Rolników, Związku Chrześcijańsko-Demokratycznego i Łatgalskiej Partii Demokratycznej jako kandydat KDS. W wyborach w 2002 po raz drugi dostał się do Sejmu jako kandydat Pierwszej Partii Łotwy (LPP). Sprawował funkcję wiceprzewodniczącego Klubu Poselskiego LPP (2003–2004). W wyborach w 2004 bez powodzenia ubiegał się o mandat europarlamentarzysty z listy LPP. Równie bezskutecznie próbował uzyskać reelekcję do Sejmu w latach 2006 i 2010 z ramienia LPP/LC.
Żonaty z Emeritą, właścicielką sklepu z wyrobami pszczelarskimi i ogrodniczymi w Līvāni. Ma córkę i syna.